# Öregrund-Östhammar
Öregrund-Östhammar är en svensk dramafilm från 1925 i regi av Erik A. Petschler. 

## Om filmen
Filmen premiärvisades 26 oktober 1925 på biograf Odéon i Norrköping. Den spelades in vid före detta Bonnierateljén på Kungsholmen i Stockholm med exteriörer från Öregrund, Östhammar, Nacka och Stockholm av Gösta Stäring och Sven Bardach. 
Som förlaga har man Selfrid Kinmansons folklustspel Öregrund-Östhammar som uruppfördes på Mindre teatern i Stockholm 1882.

## Rollista i urval
- Yngve Berg – Filip Bratt, stadskassör
- Sven Arfwidson – Jakob Örtenqvist, apotekare
- Axel Ringvall – Karl Anton Grönberg, färgare
- Gerda Grönberg-Rove – Mathilda Bratt, Filips hustru
- Märta Claesson – Evelina Örtenqvist, Jakobs hustru
- Julia Cederblad – Dorothea Grönberg, Karl Antons hustru
- Kurt Welin – Ringdahl, klockare
- Hugo Tranberg – Rutberg, glasmästare
- Erik A. Petschler – Frisén, frisör
- Gösta Terserus – Emil Bratt, Filips brorson, student
- Bibi Jantzé – Susanna, Filips dotter utom äktenskapet
- Oscar Åberg – Thorell, ingenjör
- Betty Ingelsson – Söderström, änkefru, hotellvärdinna
- John Ekberg – Detektivchef
- Gustaf Lövås – Detektiv
- Vera Schuldheis
- Dessutom medverkade elever från Erik A Petschlers filmskola i några roller.